# Estany de Palol
L'antic estany de Palol és un petit espai situat en una depressió entre el riu Fluvià i el nucli de Sant Tomàs de Fluvià. L'alimenta principalment el rec de Mollet, i amb el nivell màxim d'inundació abasta unes 8 hectàrees de superfície.
Els darrers anys el rec de drenatge havia anat perdent la seva capacitat per a desguassar i l'estany mantenia una inundació gairebé permanent. Gràcies a això, sota les aigües hi apareixien claps de Chara vulgaris i de Polygonum amphibium. Per les vores hi havia retalls de canyissar, bogar, jonqueres de jonc boval i altres espècies pròpies dels herbassars humits.
Com a hàbitats d'interès comunitari es troben les jonqueres i herbassars graminoides humits, mediterranis, del Molinio-Holoschoenion
Els principals factors que afecten d'una manera negativa l'espai són, la variació dels nivells d'inundació de l'estany, el seu sistema de drenatge així com l'ocupació del mateix estany per cultius de gira-sol i blat de moro.